# Provincia de Roi Et
Roi Et (en tailandés: ร้อยเอ็ด) es una de las provincias de Tailandia, situada en la zona nordeste del país y que limita, en el sentido de las agujas del reloj, con  las provincias de Kalasin, Mukdahan, Yasothon, Sisaket, Surin y Maha Sarakham. Roi Et significa 101, lo que hace referencia a las originales 11 ciudades satélites en torno a la ciudad principal, así como las 11 puertas de la misma. Para expresar la importancia de la ciudad el número se exageró.

## Geografía
La mayor parte de la provincia está cubierta por llanuras situadas alrededor de 130-160 metros sobre el nivel del mar, drenadas por el río Chi. En el norte de la provincia se encuentran las montañas de Phu Phan, con el río Yang. En el sur se encuentra el río Mun, que también forma el límite con la provincia de Surin. En la desembocadura del río Chi, donde se encuentra con el río Mun, hay una gran cuenca inundable que ofrece una excelente zona para el cultivo del arroz.

## Historia
La zona ya estaba ocupada durante la época del Imperio jemer, como muestran varias ruinas. Sin embargo, la historia de la provincia comenzó de hecho cuando el pueblo Lao procedente de Champasak se asentó cerca de Suwannaphum durante el Reino de Ayutthaya. El rey Taksin trasladó la ciudad a su ubicación actual, entonces llamada Saket Nakhon.

## Símbolos
El sello provincial muestra el santuario de Lak Mueang, que está situado en el lago artificial Bueng Phlan Chai. El espíritu del santuario, Mahesak, es muy venerado por la población local. El árbol provincial es el Lagerstroemia macrocarpa.

## División administrativa
La provincia está dividida en 20 distritos (Amphoe) que a su vez están subdivididos en 193 comunas (tambon) y 2311 aldeas (muban).
| 1. Mueang Roi Et 2. Kaset Wisai 3. Pathum Rat 4. Chaturaphak Phiman 5. Thawat Buri 6. Phanom Phrai 7. Phon Thong 8. Pho Chai 9. Nong Phok 10. Selaphum | 1. Suwannaphum 2. Mueang Suang 3. Phon Sai 4. At Samat 5. Moei Wadi 6. Si Somdet 7. Changhan 8. Chiang Khwan 9. Nong Hi 10. Thung Khao Luang |